# 馬基-札伊·彼得

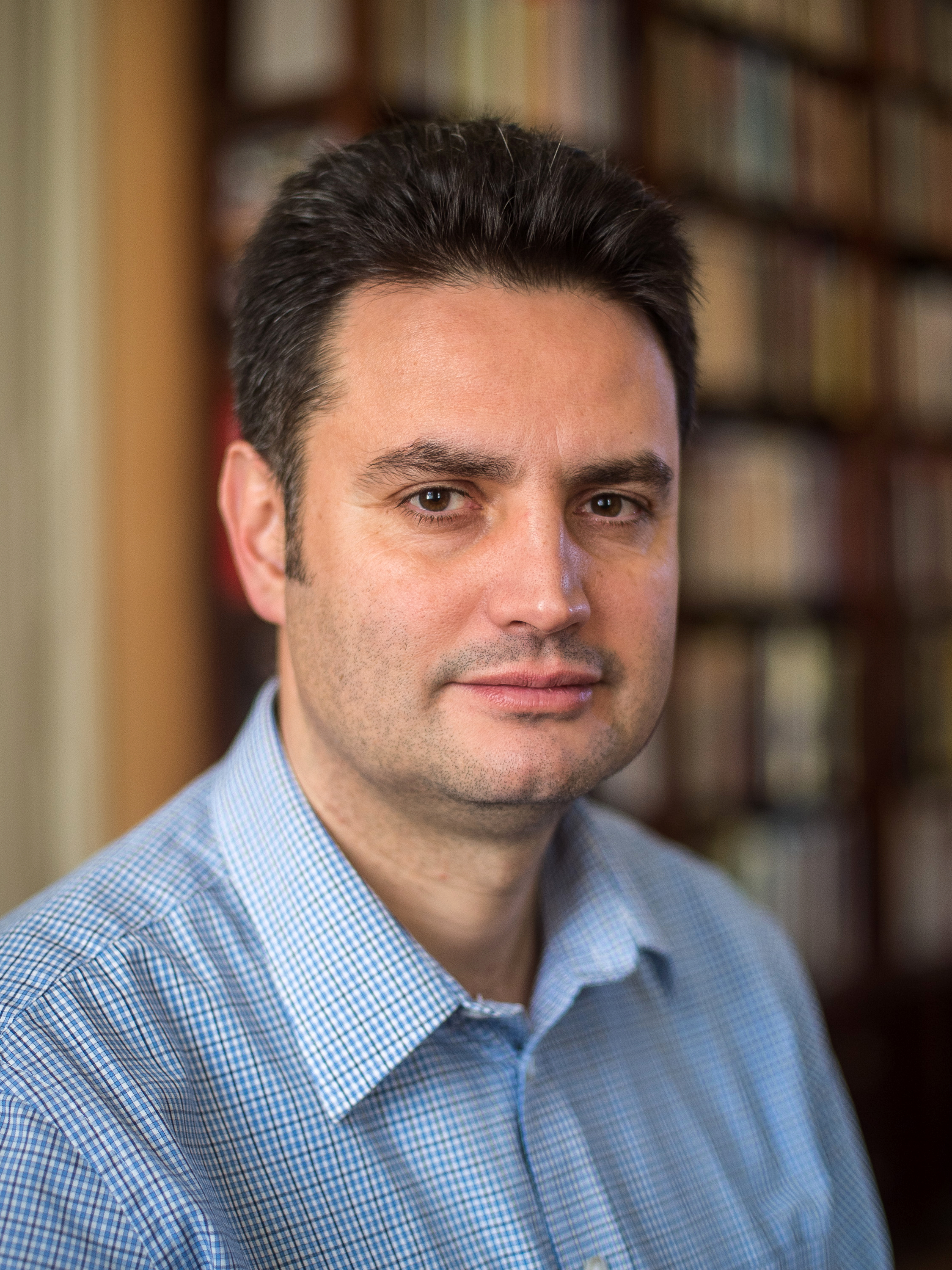
馬基-札伊·彼得

馬基-札伊·彼得（匈牙利語：Márki-Zay Péter，發音：[ˈmaːrkizɒji ˈpeːtɛr]；1972年5月9日—），匈牙利政治人物。2022年，代表反對派聯盟（United for Hungary）參加國會大選，和現任總理奧班競爭。

## 生平
1972年，生於霍德梅泽瓦沙海伊。天主教徒，育有7子。